# Spisser Straße
De Spisser Straße (L348) is een 9,45 kilometer lange Landesstraße (lokale weg) in het district Landeck in de Oostenrijkse deelstaat Tirol. De weg is een zijweg van de Reschenstraße (B180). De weg splitst zich hiervan af vlak voordat de Engadiner Straße (B184) zich afsplitst van de Reschenstraße. De weg loopt vervolgens parallel langs de Schalklbach (ook: Schergenbach), die min of meer gelijk loopt met de grens tussen Oostenrijk en Zwitserland, richting Spiss (1653 m.ü.A.) en daarna tot aan de grens met Zwitserland, waar de weg verder loopt in de richting van Compatsch (1715 m.ü.A., gemeente Samnaun)., Op het traject van de Spisser Straße bevinden zich meerdere constructies ter bescherming van de weg tegen lawines. Deze galerijtunnels, te weten de 120 meter lange Nogglergalerie, de 123 meter lange Gstaldagalerie en de 68 meter lange Valvaceragalerie zijn allen gebouwd in 1982 en 1983 Het beheer van de straat valt onder de Straßenmeisterei Ried im Oberinntal.
De weg is in beide richtingen verboden toegang voor autobussen langer dan dertien meter (eerder zelfs twaalf meter). Tevens is de weg 's zomers verboden toegang voor auto's met caravan en 's winters zelfs voor ieder motorvoertuig met aanhangwagens, omdat de weg dan bijna per definitie met sneeuw en ijs bedekt is.